# اچارگائون
اچارگائون (به لاتین: Achargaon) در بنگلادش است که در استان داکا واقع شده‌است.

## خصوصیات
اچارگائون ۲۵٬۰۰۰ نفر جمعیت دارد.